# صنباطيات
الصنباطيات أو الناسكيات (الاسم العلمي Coenobitidae)، فصيلة سلطعونات أرضية من القشريات وينتمي إلى الفصيلة العليا السرطان الناسك. أعطانها السواحل الاستوائية حول العالم، وتسرح إلى المحيط لتكاثر. تضم 17 نوعًا ضمن جنسين.